# Rennellia speciosa
Rennellia speciosa är en måreväxtart som först beskrevs av Nathaniel Wallich och Wilhelm Sulpiz Kurz, och fick sitt nu gällande namn av Joseph Dalton Hooker. Rennellia speciosa ingår i släktet Rennellia och familjen måreväxter. Inga underarter finns listade i Catalogue of Life.